# شهر آزاد کراکوف
شهر آزاد کراکوف یا جمهوری کراکوف (لهستانی:Wolne, Niepodległe i Ściśle Neutralne Miasto Kraków z Okręgiem) دولت-شهری بود که پس از کنگره وین در ۱۸۱۵ میلادی تأسیس شد و توسط سه دولت همسایه‌اش (روسیه، پروس و اتریش) اداره می‌شد. این دولت-شهر سرانجام در ۱۸۴۶ میلادی پس از شورش کراکوف توسط قوای امپراتوری اتریش اشغال شد.